# ISPConfig
ISPConfig es un panel de control de hosting de código abierto ampliamente utilizado para Linux, bajo licencia BSD y desarrollado por la empresa ISPConfig UG.  El proyecto ISPConfig lo inició en otoño de 2005 Till Brehm de la empresa alemana projektfarm GmbH.

## Descripción general
Al utilizar el panel, los administradores tienen la capacidad de administrar sitios web, direcciones de correo electrónico, bases de datos MySQL y MariaDB, cuentas FTP, cuentas Shell y registros DNS a través de una interfaz basada en web. El software tiene 4 niveles de inicio de sesión: administrador, revendedor, cliente y usuario de correo electrónico, cada uno con un conjunto diferente de permisos. 

## Sistemas operativos
ISPConfig solo está disponible en Linux, y CentOS, Debian y Ubuntu se encuentran entre las distribuciones compatibles.

## Características
Se admiten los siguientes servicios y funciones: 
- Administre uno o varios servidores desde un panel de control.
- Gestión de servidores web para Apache HTTP Server y Nginx .
- Manejo de servidor de correo (con usuarios de correo virtual) con filtro spam y antivirus mediante Postfix (software) y Dovecot (software) .
- Gestión de servidores DNS ( BIND, Powerdns ).
- Duplicación de configuración y clusters.
- Inicio de sesión de administrador, revendedor, cliente y usuario de correo.
- Gestión de servidores virtuales para servidores OpenVZ.
- Estadísticas de sitios web utilizando Webalizer y AWStats

Consulte la lista de funciones para obtener una lista más detallada. 